# 岩泉ラジオ中継局

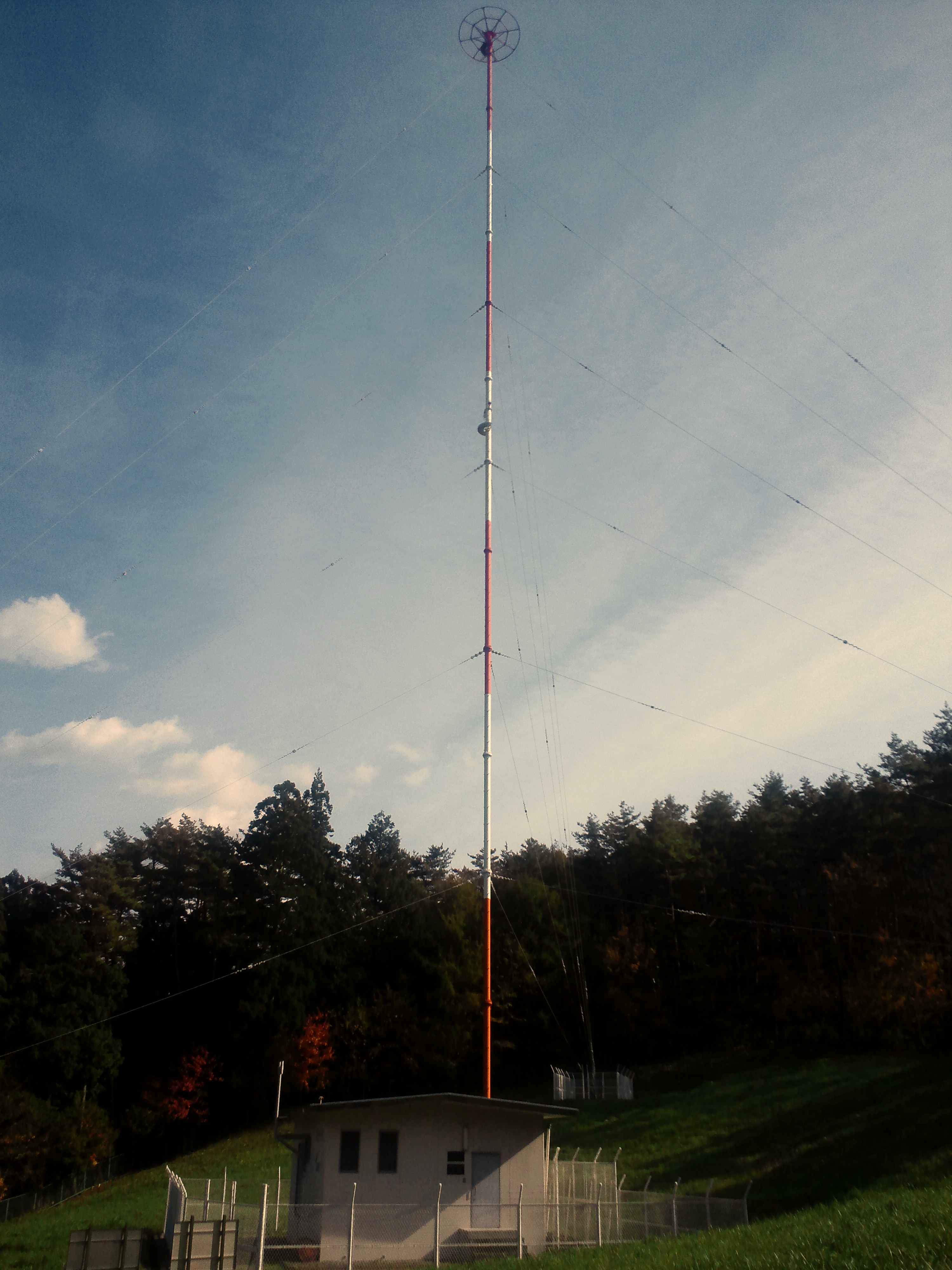
送信塔全景（2013年11月）

岩泉ラジオ中継局（いわいずみラジオちゅうけいきょく）は、岩手県下閉伊郡岩泉町にあるNHK盛岡放送局とIBC岩手放送の中波放送中継局の総称。正式な名称は、NHKの放送局としてはNHK岩泉放送局（中継局は通称）、送信施設としては岩泉ラジオ中継放送所、IBCが岩泉ラジオ放送局である。

## 概要
- 岩泉町尼額字細入75番4号にあり、岩泉町内や周辺地域へ電波を発射している。

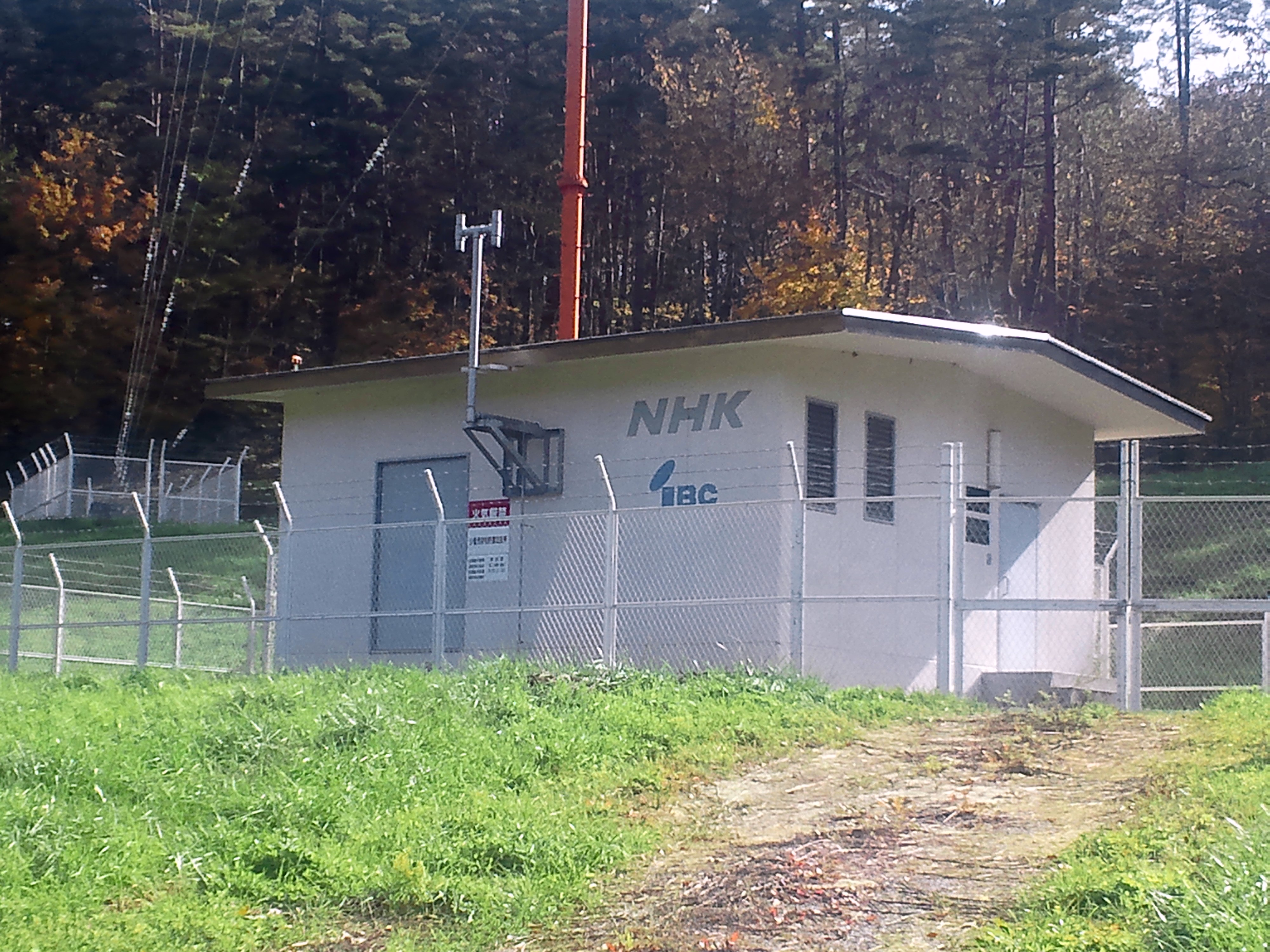
局舎（2013年11月）

## 中継局概要
送信所内看板の記述による。
| 周波数  | 放送局名                  | 空中線電力 | 放送対象地域 | 放送区域 内世帯数 | 運用開始日      |
| ------- | ------------------------- | ---------- | ------------ | ----------------- | --------------- |
| 684kHz  | IBC岩手放送 （IBCラジオ） | 100W       | 岩手県       | 約9000世帯        | 1997年3月       |
| 792kHz  | NHK 盛岡第1               | 100W       | 岩手県       | 約9000世帯        | 1962年 2月11日  |
| 1602kHz | NHK 盛岡第2               | 100W       | 全国         | 約9000世帯        | 1966年 11月12日 |

## 備考
- 岩泉町南西部（大川・門・釜津田・櫃取地区）は盛岡親局（IBC矢巾ラジオ送信所・NHK矢巾ラジオ放送所）のほうが受信しやすい（IBCは当局と同一周波数。NHKは531kHz及び1386kHz）。さらに岩泉町北東部（袰野・小本地区の一部）では田野畑ラジオ中継局（IBCは1062kHz、NHK第一は1224kHz）も受信可能な地域がある。
- IBCは釜石テレビ・FM中継局からの番組伝送用マイクロ波を受信する形で電波を発射している。なお当ラジオ局の難聴取対策として、2015年7月7日に岩泉テレビ中継局内へ「IBCラジオ岩泉小本FM局（周波数80.3MHz）」を新規開局させた（岩泉町東部のみならず田野畑村南部・宮古市田老地区北部でも受信可能。参照記事：「IBC岩泉小本FM局開局（IBC公式サイト『プレスリリース』）」）。この「岩泉テレビ中継局」には周波数78.3MHzの「FM岩手岩泉中継局」と同・84.3MHzの「NHK盛岡FM岩泉中継局」も併設されている。